# ライトノベル雑誌
ライトノベル雑誌（ - ざっし、Light novel-Magazine）とは、ライトノベルを主な内容としている雑誌。少女小説と少女小説雑誌は含まないこともあるが、ここでは広義のライトノベルおよびライトノベル雑誌として扱う。

## 概要
「ライトノベル」の語源や定義については諸説あるが、一般的には挿絵がアニメ調である青少年向けの小説を指すことが多い。視覚効果が強く、掲載小説に文章の制約がないのが特徴といえる。その特性上、漫画やアニメとの親和性が高いことからメディアミックス事業の原作となる場合が2000年代に入って増加傾向にある。そのため、大半のライトノベル雑誌では漫画連載も恒常的に行われている。
いずれも挿絵を多用した小説誌といえる。
『ドラゴンマガジン』（富士見書房）が1988年の創刊時から2008年2月まで月刊誌で、同年3月からは隔月刊に移行した後、2025年3月に休刊した。同じように『Novel JAPAN』（ホビージャパン）が『キャラの!』へ誌名変更後になる2008年1月まで月刊誌だったが、隔月刊誌に移行しているが2009年1月に休刊している。
電子書籍雑誌も含めれば、ソフトバンククリエイティブによるムック『GAマガジン』『GAマガジンクリエイターズ』を前身とした『GA文庫マガジン』も2012年1月から2014年4月まで月刊で発売されており、後に月2回刊になったが、2015年12月に終了した。
『電撃hp』（メディアワークス）は創刊当初から流通としては書籍として扱われており正確には雑誌ではなかったが、『電撃文庫MAGAZINE』（アスキー・メディアワークス）へのリニューアルに伴い形態を雑誌コードへと2007年12月より移行し隔月刊で発行、2019年7月からは季刊に移行した後、2020年4月に休刊している。ただし一時期に年2回刊行されていた『電撃hp SPECIAL』についてはコミック雑誌の増刊だった。
当初は増刊誌として発行されていたというライトノベル雑誌も豊富にある。ティーンエイジャー向けのノベル誌として創刊されている。
『ザ・スニーカー』（角川書店）の前身には同社発行の『小説野性時代』の増刊誌としての存在がある。『小説ウィングス』（新書館）はコミック誌『ウィングス』増刊から派生した過去を持ち、発行形態も年刊→年2回刊→季刊と変遷している。増刊発とは呼べないが『Cobalt』（集英社）は雑誌『小説ジュニア』の事実上の後継雑誌にあたり、歴史も古い。同じライトノベル雑誌から増刊として発行されたものとしては『ザ・ビーンズ』（角川書店）、『ファンタジアバトルロイヤル』（富士見書房）がこれにあたった。
もっと遡れば、いくつかのジュヴナイル雑誌があるが比べると、連載作品を中心にアニメやゲーム、ホビー記事などもいくつか取り扱い多様なメディアの広告媒体となっている反面、ライトノベル小説大賞の母体雑誌としての役割も働いている。
ライトノベルとは基準が曖昧かつ明確ではない。文学に沿った表現から、映像表現を捉えた内容まで分野にしばられない文章表現がされる。小説には規制がないため暴力・性描写も書き手の裁量に委ねられライトノベルでは許容されている。だが官能表現を取り扱った専門の誌面とは等しからず、同質のものではない（官能要素がある小説雑誌の節を参照のこと）。
ライトノベル購買層を視野に入れた一般文芸誌の創刊も2000年代から行われている。全ては文芸雑誌に該当する。
現在はどれも休刊となり、ライトノベル雑誌にあたる雑誌は存在しない。
2000年代前半より前には一般的にはライトノベルやライトノベル雑誌とは呼ばれていなかったが、『ライトノベル完全読本』『このライトノベルがすごい!』のように雑誌とは言えないが「ライトノベル」という名称を使用した書籍の発刊が増え、ライトノベルという呼称が浸透した。

## 官能要素がある小説雑誌
ライトノベルやヴィジュアルに興味のある層がターゲットの官能小説誌も発刊されており、二次元ドリームノベルズが持つジュブナイルポルノ誌や、男性同士の恋愛をテーマにしているBL小説誌などがある。ライトノベル（あるいはジュニア小説、ヤングアダルト、耽美主義のJUNE）の浸透と共に読者の広いニーズに応えた結果といえなくもないだろう。
1980年代よりジュブナイルポルノが発生し一部はライトノベルの流れを組んでいるという見方もあるが、官能小説であるジュブナイルポルノとは一線が引かれ、言葉が普及した今となっては当てはまらない。ただし誤解されることもしばしばある。
BL小説も当初はライトノベルの一ジャンルという認識のようであったが、元々ライトノベルの一ジャンルであった頃の物を除き独自のジャンルとして分けて認識されている。
とはいえ基準が明確にはされていないが、これらは官能小説の一分野に該当し、主なライトノベル雑誌はジュニア層・若年層が購買の層を厚く占めているが、官能表現がある小説雑誌は更に年齢が上の層の男女を主要読者にしている。

## 主なライトノベル雑誌
- Cobalt[1]（集英社、1982年 - 2016年） - コバルト文庫
- 獅子王[1]（朝日ソノラマ、1985年 - 1992年） - ソノラマ文庫
- ドラゴンマガジン[1]（富士見書房、1988年 - 2025年） - 富士見ファンタジア文庫・ドラゴンブック・ミステリー文庫
- 小説ウィングス（新書館、1988年 - 2021年） - ウィングス文庫
- Palette（小学館、1989年 - 1994年） - パレット文庫
- ジャンプノベル（集英社、1991年 - 1999年） - ジャンプ ジェイ ブックス
- ザ・スニーカー[1]（角川書店、1993年 - 2011年） - 角川スニーカー文庫
- 電撃hp[1]（メディアワークス・1998年 - 2007年） - 電撃文庫。ただし書籍であり正確には雑誌にあらず。
  - 電撃文庫MAGAZINE（アスキー・メディアワークス、2007年 - 2020年） - 電撃文庫
- ファンタジアバトルロイヤル（富士見書房、2000年 - 2007年） - 富士見ファンタジア文庫・ミステリー文庫
- ザ・ビーンズ（角川書店、2002年 - 2010年） - 角川ビーンズ文庫
  - プレミアム・ザ・ビーンズ（角川書店、2011年 - 2012年） が継承。 ただしムックであり正確には雑誌にあらず。
- Novel JAPAN（2006年 - 2007年） - HJ文庫
  - キャラの!（ホビージャパン、2007年 - 2009年）が継承。
- GAマガジン（2008年 - 2010年） - GA文庫。ただしムックであり正確には雑誌にあらず。
  - GAマガジンクリエイターズ（ソフトバンククリエイティブ、2010年 - 2011年）が継承。ただしムックであり正確には雑誌にあらず。
  - GA文庫マガジン（ソフトバンククリエイティブ、2012年 - 2015年） が継承。※電子書籍での配信

## ライトノベルレーベルを持たない雑誌
対応するライトノベルレーベルを持たないが、イラストなどを前面に出した誌面構成になっている中間的な雑誌。鉤括弧内はキャッチコピー。
- ファウスト（講談社、2003年 - ） - 「闘うイラストーリー・ノベルスマガジン」
- B-Quest（文芸社、2005年 - 2007年）- 「僕らが決める“絶対ストーリー”!」
- yom yom（新潮社、2006年 - 2021年） - 2012年より誌面の構成がリニューアルした。「じっくりヨムヨム、ぱらぱらヨムヨム、晴れの日も雨の日も、楽しくヨムヨム」※2017年に電子書籍に移行。
- ファントム（二見書房、2006年） - 「「ライトヘビーノベル」誌」
- FICTION ZERO / NARRATIVE ZERO（講談社、2007年） - 「ノイズまみれの世界を変えよう」
- パンドラ（講談社、2008年 - 2009年） - 「思春期の自意識を生きるシンフォニー・マガジン」・「文芸と批評とコミックが「交差」（クロスオーバー）する講談社BOXマガジン」
- ノベルアクト（角川書店、2010年 - 2013年）「"物語を演じる物語"」「角川発キャラクター小説、始めました!」
- BOX-AiR（講談社、2011年 - 2015年）※電子書籍での配信
- 小説屋sari-sari（角川書店、2011年 - 2017年）※電子書籍での配信

## Webサイトによる掲載
インターネットの発達により雑誌は刊行していないがWebサイトにて作品を掲載するケースが増加し、ライトノベルも例外ではない。掲載された作品のほとんどは文庫化されているがWeb限定公開のままの作品も存在している。
Webサイトの例としては、FB Online、ザ・スニーカーWEB、最前線、月刊このラノ!、Web白泉社ノベルズ、ファンタジアBeyond、読める!HJ文庫、ホワイトハートHP連載小説、WebマガジンCobalt、Webマガジン小説ウィングスなど。
電撃文庫チャンネル、ガンガンGA、pixiv mint!といった他社の運営するWebサイトとのコラボレーション枠として機能しているWebサイトもある。特にpixiv mint!も連動しているpixivノベルでは様々なレーベルから既存作品の試し読みやWeb掲載も行われている。
このほか小説投稿サイトからの商用利用も目立つが雑誌ではない。